# Stipa badachschanica
Stipa badachschanica är en gräsart som beskrevs av Roman Julievich Roshevitz. Stipa badachschanica ingår i släktet fjädergrässläktet, och familjen gräs. Inga underarter finns listade i Catalogue of Life.